# フィリプ・ステヴァノヴィッチ
- フィリップ・ステヴァノヴィッチ

フィリプ・ステヴァノヴィッチ（Filip Stevanović セルビア語: Филип Стевановић, 2002年9月25日 - ）は、セルビア・ズラティボル郡ウジツェ出身のサッカー選手。CDサンタ・クララ所属。ポジションはFW。

## クラブ経歴
2011年にパルチザン・ベオグラードのユースアカデミーに入所。2018年に15シーズンでトップチームに昇格。12月9日のFKラド・ベオグラード戦でプロデビュー。翌2019年8月4日のFKマチュヴァ・シャバツ戦では、プロ初ゴールを記録。プロ2年目の2019-20シーズンは、リーグ戦25試合デビュー7ゴールを決めるなど、10代でチームの主力選手に成長し、有力チームからの関心を持たれるようになった。
2020年10月31日、マンチェスター・シティFCへの移籍が決まり、2021年1月から加入することが発表。2020-21シーズン終了までパルチザンでプレーし、7月8日のSCヘーレンフェーンへの2年間のローン移籍が発表された。

## 代表経歴
2017年より、各ユース世代のセルビア代表に招集されている。

## 個人成績
2022年1月26日現在
| クラブ                  | シーズン     | リーグ戦         | リーグ戦 | リーグ戦 | 国内カップ | 国内カップ | 国際大会 | 国際大会 | その他 | その他 | 合計 | 合計 |
| クラブ                  | シーズン     | ディヴィジョン   | 出場     | 得点     | 出場       | 得点       | 出場     | 得点     | 出場   | 得点   | 出場 | 得点 |
| ----------------------- | ------------ | ---------------- | -------- | -------- | ---------- | ---------- | -------- | -------- | ------ | ------ | ---- | ---- |
| パルチザン              | 2018-19      | スーペルリーガ   | 4        | 0        | 0          | 0          | 0        | 0        | 0      | 0      | 4    | 0    |
| パルチザン              | 2019-20      | スーペルリーガ   | 25       | 7        | 3          | 1          | 7        | 1        | 0      | 0      | 35   | 9    |
| パルチザン              | 2020-21      | スーペルリーガ   | 27       | 4        | 3          | 0          | 3        | 0        | 0      | 0      | 33   | 4    |
| パルチザン              | クラブ通算   | クラブ通算       | 56       | 11       | 6          | 1          | 10       | 1        | 0      | 0      | 72   | 13   |
| ヘーレンフェーン (loan) | 2021-22      | エールディヴィジ | 16       | 1        | 3          | 1          | 0        | 0        | 0      | 0      | 19   | 2    |
| キャリア通算            | キャリア通算 | キャリア通算     | 72       | 12       | 9          | 2          | 10       | 1        | 0      | 0      | 91   | 15   |